# إيما أميليا كرانمر
إيما أميليا كرانمر (بالإنجليزية: Emma Amelia Cranmer)‏ هي كاتِبة وسفرجات أمريكية، ولدت في 2 أكتوبر 1858 في Mount Vernon, Wisconsin ‏ في الولايات المتحدة، وتوفيت في 11 يناير 1937 في مينيسوتا في الولايات المتحدة.